# 博坦中心
博坦中心（Centro Botín）是一个艺术中心，位于西班牙桑坦德，隶属于博坦基金会（Fundación Botín）。 该建筑由意大利建筑师伦佐·皮亚诺（Renzo Piano）设计，于2017年6月23日落成。

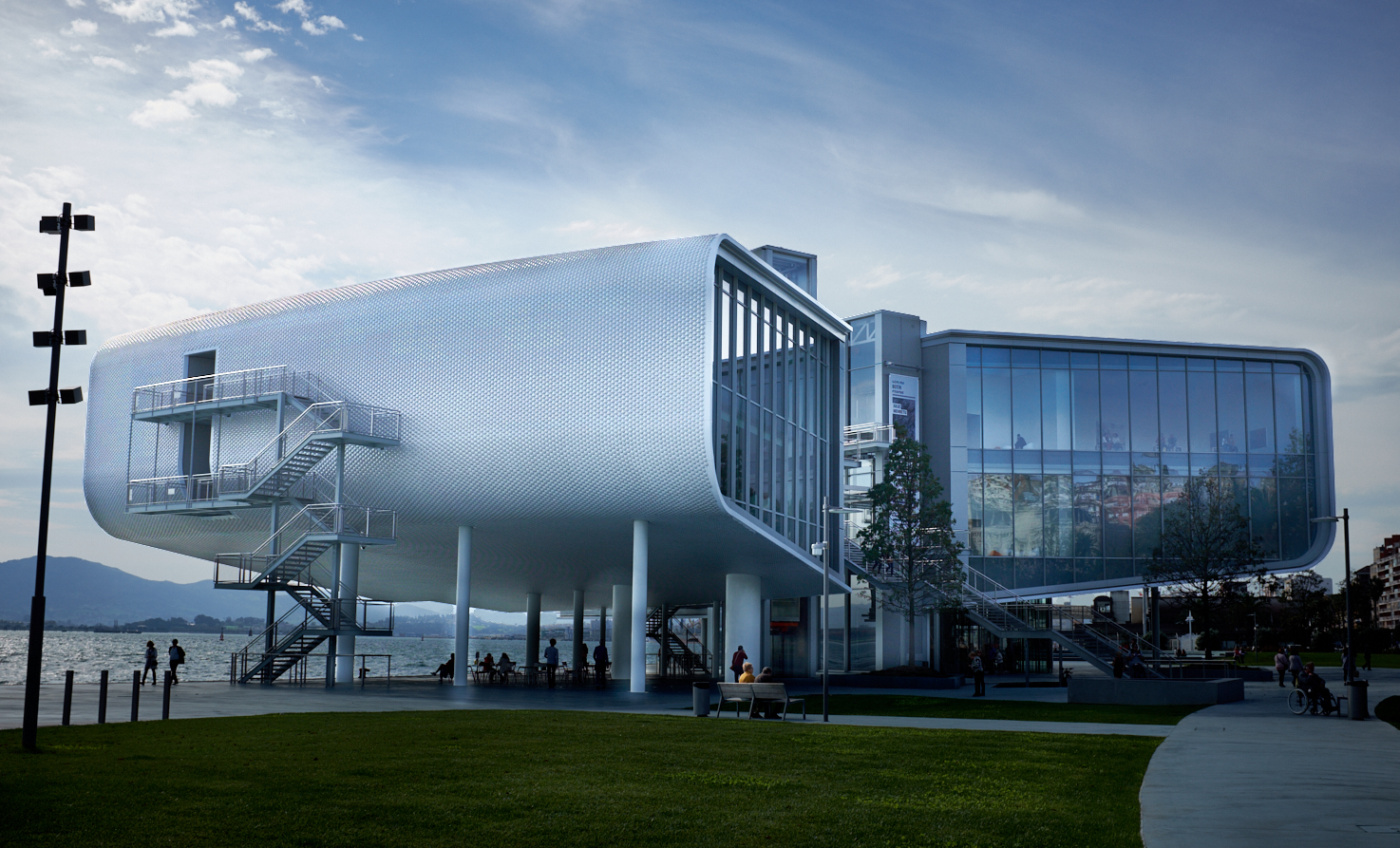

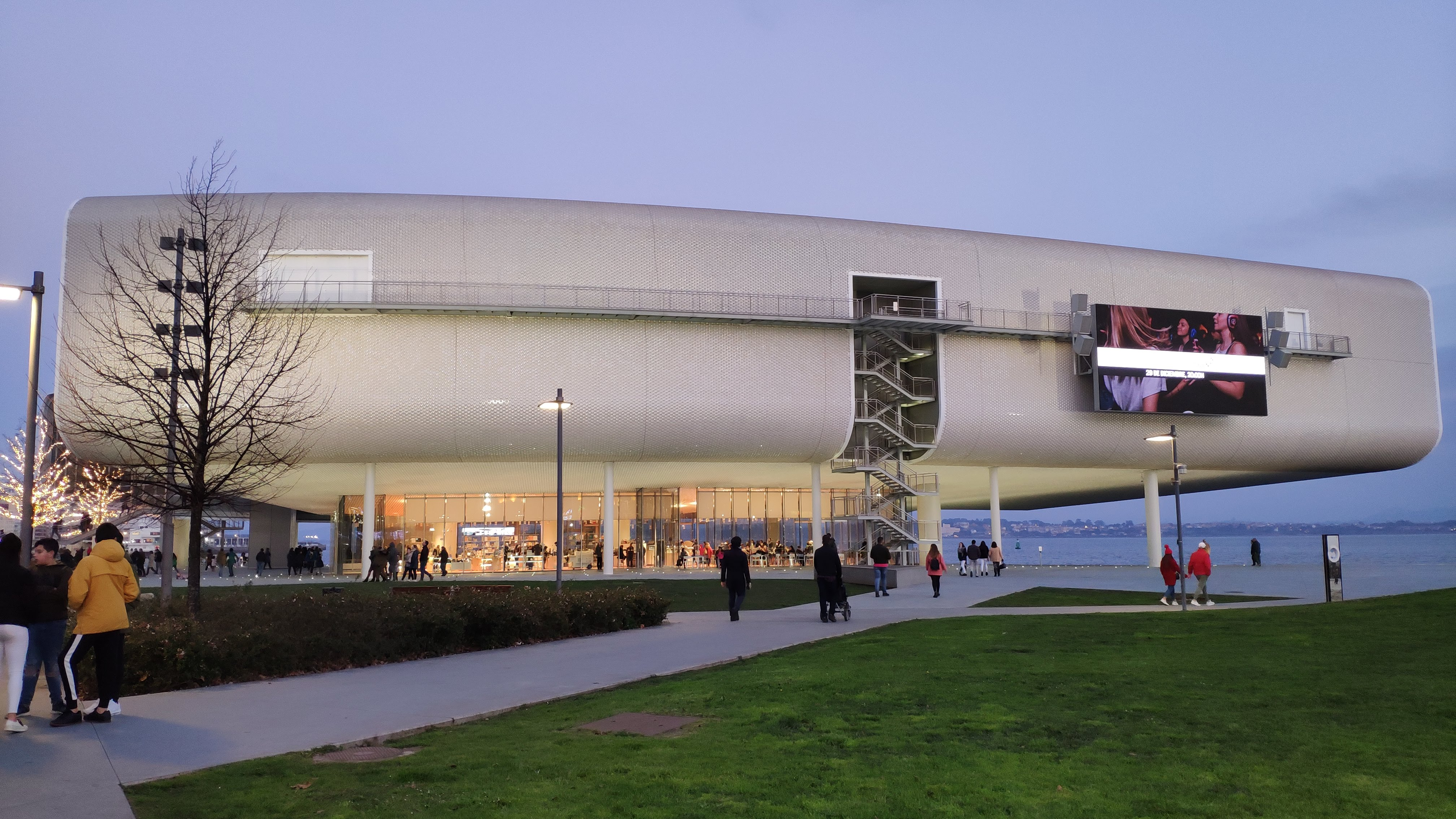

这个项目的发起者博坦基金会是一个私人基金会，由马塞林诺·博坦·桑兹·德·索托拉 Marcelino Botín Sanz de Sautuola 和他的妻子玛丽亚·德尔·卡门·伊莱拉·卡米诺（María del Carmen Yllera Camino）创立于1964年。
这座建筑由不同体量的两部分组成，由细长的立柱支撑，部分悬浮于海上，是意大利建筑师、1998年普利兹克奖得主伦佐·皮亚诺的作品。两部分由灯光人行道和玻璃台阶连接。西部以艺术为主，展厅2500平方米；在其底层设有商业和餐厅区。较小的东部用于教育活动，有一个可以俯瞰桑坦德湾的大露台，面积950平方米。
博坦中心的外立面覆盖着28万片珠面圆形瓷砖，反射阳光。建筑由柱子支撑，玻璃平台悬空于桑坦德湾之上。建筑的高度考虑了佩雷达花园树梢的高度。
与建筑物相邻的佩雷达花园（Jardines de Pereda）面积从2公顷增加到4公顷，道路也延伸到海岸。佩雷达花园的翻新工程于2014年的夏天向公众开放，而博坦中心的开放时间是三年之后的2017年6月23日。
据博坦基金会前主席埃米利奥·博坦（Emilio Botín）的说法，安装成本为 7700 万欧元。 根据其他消息来源，最终成本高达1亿欧元。2013年，基金会承诺每年投入 1250 万欧元用于维护和发展该中心的活动。